# Aspidopleres intercalatus
Aspidopleres intercalatus är en mångfotingart som först beskrevs av Carl Oscar von Porat 1893.  Aspidopleres intercalatus ingår i släktet Aspidopleres och familjen kamjordkrypare. Inga underarter finns listade i Catalogue of Life.